# CR海へいこう楽園天国
CR海へいこう楽園天国（-うみへいこうらくえんてんごく）は、2001年10月に、マルホンが開発、発売した海を舞台としたCRデジパチ。

## 特徴
- 7インチの大型液晶画面。
- マルホン初の3DポリゴンCGを採用。
- 魚群予告を採用するなど、同じ海をモチーフとした『海物語シリーズ』（三洋物産）を意識していると思われる演出もあるが、リーチアクションはむしろスーパーリーチ発展が主体となった多彩な演出となっている。
- 後継シリーズとして、『CR海へいこう2』（2004年）が発売された。

## スペック
- 『CR海へいこう楽園天国』
  - 大当たり確率 1/317.7（高確率 1/59.6）（メーカー発表値）
  - 確率変動割合 1/2（次回の大当たりまで、または10000回転の継続）
  - 確率変動大当たり図柄 「3、5、7、女の子（プリン）、シャチ、人魚」
  - 通常大当たり図柄 「1、2、4、6、8、9」
  - 賞球数 5&15 大当たり15R10C

## 演出
- 「ダイビング流されリーチ」
- 「ダイビング泡リーチ」
- 「ダイビング流され回転リーチ」
- 「ダイビング泡トリプルリーチ」
- 「ダイビングサメリーチ」人魚が登場すればチャンス。
- 「サーフィンリーチ」
- 「ジェットスキーリーチ」
- 「ジェットスキージャンプリーチ」
- 「チャンス目再始動」「773」などのチャンス目から「リプレイサーフィンリーチ」、「リプレイジェットスキージャンプリーチ」に発展。
- 「シープレーンリーチ」「アクロバットリーチ」 「77プリン」など、左中または中右テンパイ形から図柄がねじりを起こし再始動、発展する。

## 登場人物
プリンちゃん 主人公の女の子。